# Oleg Lobov
Oleg Lobov (n. 7 septembrie 1937, Kiev, RSS Ucraineană, URSS – d. 6 septembrie 2018, Moscova, Rusia) a fost un om politic rus, care a îndeplinit funcția de prim-ministru interimar al Federației Ruse (26 septembrie  - 6 noiembrie 1991).